# Сальково (Сергиево-Посадский район)
Сальково — деревня в Сергиево-Посадском районе Московской области России, входит в состав сельского поселения Селковское.

## Население
| 1835 | 1850 | 1857 | 1859 | 1886 | 1895 | 1905 | 1926 |
| ---- | ---- | ---- | ---- | ---- | ---- | ---- | ---- |
| 347  | ↗386 | ↗435 | ↗441 | ↘380 | ↗474 | ↘365 | ↗368 |
| 2002 | 2006 | 2010 |      |      |      |      |      |
| ↘6   | →6   | ↘3   |      |      |      |      |      |

## География
Деревня Сальково расположена на севере Московской области, в северо-восточной части Сергиево-Посадского района, примерно в 87 км к северу от Московской кольцевой автодороги и 35 км к северу от станции Сергиев Посад Ярославского направления Московской железной дороги.
В 7 км к западу от деревни проходит автодорога Р104, в 15 км юго-восточнее — Ярославское шоссе М8, в 27 км южнее — Московское большое кольцо А108. Ближайшие населённые пункты — деревни Вонякино, Дмитровское и Хребтово.

## История
В «Списке населённых мест» 1862 года — владельческое сельцо 2-го стана Переяславского уезда Владимирской губернии по правую сторону Углицкого просёлочного тракта, от границы Александровского уезда к Калязинскому, в 40 верстах от уездного города и 49 верстах от становой квартиры, при прудах, с 43 дворами и 441 жителем (202 мужчины, 239 женщин).
По данным на 1895 год — сельцо Хребтовской волости Переяславского уезда с 474 жителями (217 мужчин, 257 женщин). Основными промыслами населения являлись возка лесного материала из соседних лесных дач в Сергиевский посад и пилка дров, 17 человек уезжали в качестве фабричных рабочих на отхожий промысел в Москву и уезды.
По материалам Всесоюзной переписи населения 1926 года — центр Сальковского сельсовета Хребтовской волости Сергиевского уезда Московской губернии в 15 км от Угличско-Сергиевского шоссе и 43 км от станции Сергиево Северной железной дороги; проживало 368 человек (168 мужчин, 200 женщин), насчитывалось 75 хозяйств (72 крестьянских).
С 1929 года — населённый пункт Московской области в составе:
- Сальковского сельсовета Константиновского района (1929—1939)[14],
- Хребтовского сельсовета Константиновского района (1939—1957)[15],
- Хребтовского сельсовета Загорского района (1957—1959)[16],
- Торгашинского сельсовета Загорского района (1959—1963, 1965—1991)[17][18],
- Торгашинского сельсовета Мытищинского укрупнённого сельского района (1963—1965)[18][19],
- Торгашинского сельсовета Сергиево-Посадского района (1991—1994)[19],
- Торгашинского сельского округа Сергиево-Посадского района (1994—2006)[20],
- сельского поселения Селковское Сергиево-Посадского района (2006 — н. в.)[21][22].